# I-League
Die Indian Professional Football League (I-League) ist ein professioneller Fußballwettbewerb in Indien. Die I-League wurde 2007 gegründet und löste die unter dem Dachverband der All India Football Federation (AIFF) gegründete National Football League als höchste indische Spielklasse neben der neugegründeten Indian Super League ab.
Die I-League unterteilt sich in 1. und 2. Division. Es gibt jede Saison einen sportlichen Auf- bzw. Absteiger. Darüber hinaus gibt es in der I-League auch die Möglichkeit des direkten Einstiegs einer neu-gegründeten Mannschaft nach Vorbild des amerikanischen „Expansion Teams“. Daher könnten in der Saison 2014/15 bis zu 16 Teams in der I-League teilnehmen. 2017/18 spielten allerdings nur zehn Teams in der Liga.
Seit Beginn der Liga konnten sieben Teams den Titel der I-League gewinnen: Aizawl FC (1), Bengaluru FC (2), Churchill Brothers SC (2), Dempo SC (3), Salgaocar FC (1) und der derzeitige Meister Minerva Punjab (1).

## Geschichte

### Ursprung
Im Jahre 1996 wurde die erste nationale Liga in Indien unter dem Namen National Football League gegründet. Das Ziel der neuen Liga war die Professionalisierung des indischen Fußballs, welche trotz großer Ambitionen nie erreicht werden konnte. Die Liga litt unter der schlechten Infrastruktur des Landes, sowie der Unprofessionalität der Vereine. Der FC Kochin löste sich im Jahre 2002 auf, nachdem bekannt wurde, dass seit 2 Jahren keine Gehälter mehr gezahlt wurden und der Verein bereits zuvor Schulden von 25 Millionen Rupien pro Saison anfielen.
Nach einem Jahrzehnt entschied sich die All India Football Federation zu einem Kurswechsel und der Neuvermarktung der indischen Topliga und führte im Jahr 2007 die I-League als höchste indische Spielklasse ein.

### Gründung
In ihrer Premierensaison bestand die Liga aus zehn Mannschaften aus fünf verschiedenen Städten. Acht Teams kamen aus der letztmals ausgetragenen National-Football-League-Saison 2006/07, hinzu kamen die beiden Aufsteiger aus der zweiten Division. Die Oil and Natural Gas Corporation (ONGC) blieb auch für die Spielzeit 2007/08 Hauptsponsor der neuformierten I-League.
Eine Neuregelung ermöglichte es den Vereinen bis zu vier Ausländer für die neue Saison zu verpflichten. Die Spiele der ersten Saison wurden von dem neuen Vertragspartner Zee Sports übertragen.
Die ersten 10 Teams der neuformierten I-League waren:
Air India FC, Churchill Brothers, Dempo SC, East Bengal, JCT, Mahindra United, Mohun Bagan, Salgaocar Sports Club, Sporting Goa, und Viva Kerala.

### Die ersten Jahre (2007–2010)
Die erste Saison begann am 24. November 2007 mit der Begegnung zwischen Salgaocar Sports Club und Dempo Sports Club, die Letztgenannter 3:0 gewann. Erster Torschütze der Liga war Chidi Edeh.
Die Entscheidung um die Meisterschaft war knapp und wurde erst am letzten Spieltag entschieden. Am Saisonende hatten sowohl Dempo SC als auch der Churchill Brothers SC jeweils 36 Punkte; Dempo SC konnte sich allerdings aufgrund der um vier Tore besseren Tordifferenz durchsetzten. Damit hatte Dempo SC sowohl den letzten NFL-Titel als auch die erste I-League-Meisterschaft gewonnen. Salgaocar und Viva Kerala stiegen am Ende der Saison ab.
Da die Liga zur Saison 2008/09 von bisher zehn auf zwölf Vereine aufgestockt wurde, stiegen vier Vereine der 2. Liga auf. Dies waren, Mohammedan Sporting Club, Chirag United Sports Club, der Mumbai FC und der Vasco Sports Club.  Somit waren elf der zwölf teilnehmenden Teams aus nur drei verschiedenen indischen Städten in der höchsten indischen Spielklasse, was zu erster Kritik an der neuen „nationalen“ Liga führte.
In der folgenden Saison 2008/09 konnten die Churchill Brothers die Meisterschaft für sich entscheiden. Noch vor der Saison 2009/10 wurde die Liga noch einmal um zwei Teams auf insgesamt 14 Vereine aufgestockt. So stiegen in diesem Jahr mit Salgaocar, Viva Kerala, Pune, und Shillong Lajong vier Clubs aus der zweiten Division in die I-League auf.
Durch die Aufnahme dieser Vereine konnte die I-League-Klubs aus sieben verschiedenen Staaten aufbieten und somit der Kritik an der nationalen Liga entgegenwirken.
Meister der Saison 2009/10 wurde Dempo Sports Club, die sich damit die zweite Meisterschaft eroberten. Nach der Reform der AFC Champions League 2009, nimmt der indische Meister seitdem an der Qualifikation für diesen Wettbewerb teil und spielt nicht wie bisher direkt im AFC Cup. Der Dempo Sports Club konnte sich in der Qualifikation zur Champions League jedoch nicht durchsetzen und nahm am AFC Cup teil.

### 2010 bis heute
Seit 2010 konnten Dempo SC und Bengaluru FC jeweils zweimal die Meisterschaft feiern. Während Dempo aktuell in der zweiten Division spielt, wechselte Bengaluru 2017 in die professionelle Indian Super League. Zur Saison 2017 brachte dann der nationale Fußballverband AIFF das Entwicklungsteam Indian Arrows in die Liga, welches am Spielbetrieb teilnimmt, aber nicht absteigen kann. Die Mannschaft besteht größtenteils aus Spielern der Indischen U17-Nationalmannschaft, die an der heimischen Weltmeisterschaft 2017 teilgenommen haben.

## Teilnehmende Mannschaften Saison 2022/23
| Team                     | Stadt                      | Bundesstaat       | Heimstadion                               | Kapazität     |
| ------------------------ | -------------------------- | ----------------- | ----------------------------------------- | ------------- |
| Aizawl FC                | Aizawl                     | Mizoram           | Rajiv Gandhi Stadium                      | 20.000        |
| Churchill Brothers SC    | Salcete                    | Goa               | Tilak Maidan Stadium/GMC Athletic Stadium | 5.000/3.000   |
| Gokulam Kerala FC        | Kozhikode                  | Kerala            | EMS Corporation Stadium/Payyanad Stadium  | 50.000/30.000 |
| Mumbai Kenkre FC         | Mumbai                     | Maharashtra       | Cooperage Ground                          | 5.000         |
| Mohammedan Sporting Club | Kalkutta                   | Westbengalen      | Kishore Bharati Krirangan                 | 12.000        |
| NEROCA FC                | Imphal                     | Manipur           | Khuman Lampak Main Stadium                | 35.000        |
| RoundGlass Punjab FC     | Sahibzada Ajit Singh Nagar | Punjab            | Tau Devi Lal Stadium                      | 12.000        |
| Rajasthan United FC      | Jaipur                     | Rajasthan         | Ambedkar-Stadion                          | 35.000        |
| Real Kashmir FC          | Srinagar                   | Jammu und Kashmir | TRC Turf Ground                           | 15.000        |
| Sreenidi Deccan FC       | Hyderabad                  | Telangana         | Deccan Arena                              | 1.500         |
| Sudeva Delhi FC          | Neu-Delhi                  | Delhi             | Chhatrasal Stadium                        | 16.000        |
| TRAU FC                  | Imphal                     | Manipur           | Khuman Lampak Main Stadium                | 35.000        |

## Meister der I-League
| Jahr | Verein                   |
| ---- | ------------------------ |
| 2008 | Dempo SC                 |
| 2009 | Churchill Brothers SC    |
| 2010 | Dempo SC                 |
| 2011 | Salgaocar Sports Club    |
| 2012 | Dempo SC                 |
| 2013 | Churchill Brothers SC    |
| 2014 | Bengaluru FC             |
| 2015 | Mohun Bagan AC           |
| 2016 | Bengaluru FC             |
| 2017 | Aizawl FC                |
| 2018 | Minerva Punjab FC        |
| 2019 | Chennai City FC          |
| 2020 | Mohun Bagan AC           |
| 2021 | Gokulam Kerala FC        |
| 2022 | Gokulam Kerala FC        |
| 2023 | RoundGlass Punjab FC     |
| 2024 | Mohammedan Sporting Club |

## Sponsoren und Fernsehrechte
Bis 2011 war der offizielle Sponsor der Liga ONGC. Bei den Fernsehrechten schlossen die AIFF und Zee Sports einen Zehn-Jahres-Vertrag für 70 Millionen US-Dollar, der Zee Sports die exklusiven Rechte innerhalb Indiens garantiert.